# Gel

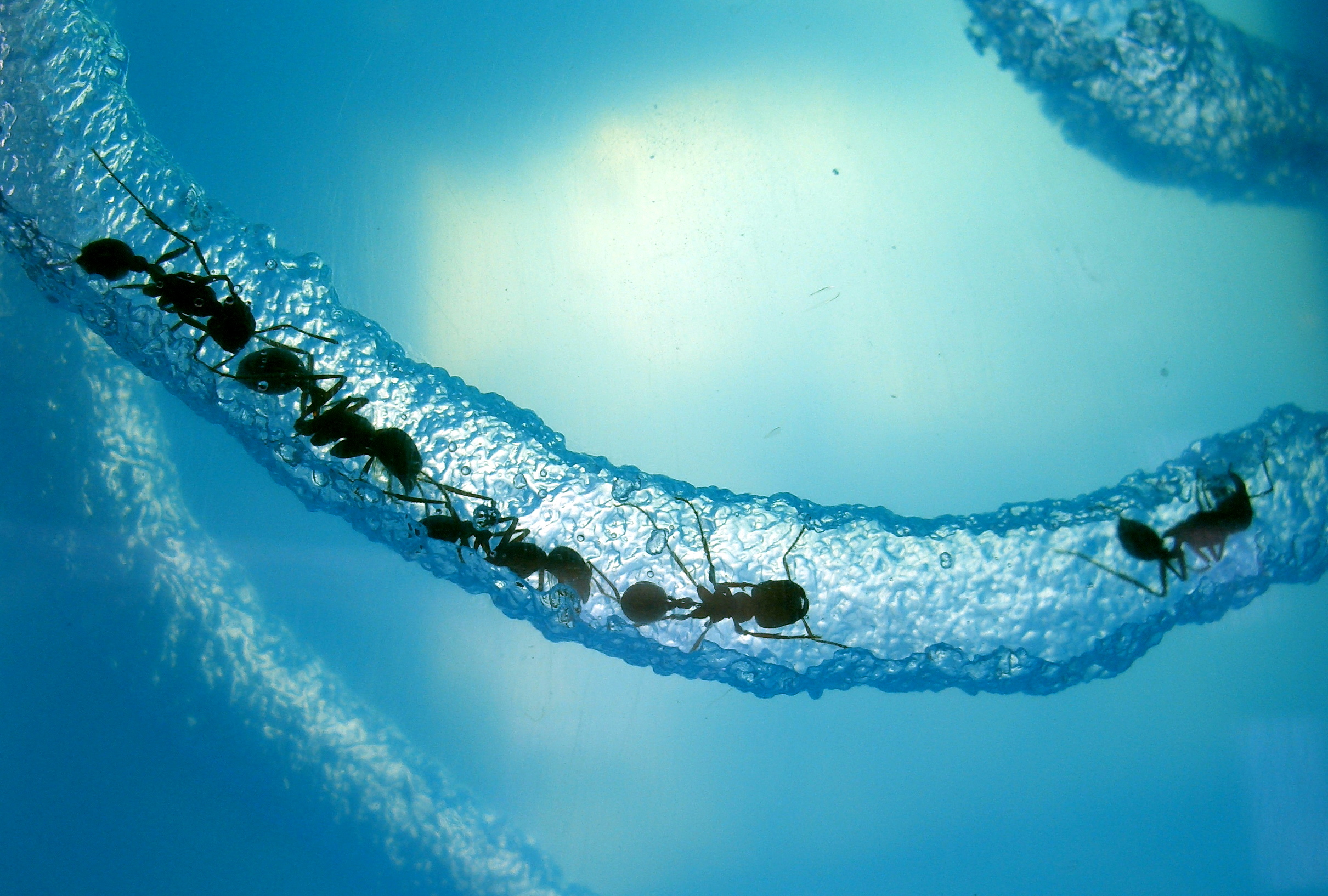
Mravenci v gelové farmě vytvořené NASA ke studiu mikrogravitace

Gel (z latinského gelu „mrznutí, zima, led“ nebo gelatus „zmrazený, nehybný“) je koloidní systém, ve kterém porézní síť vzájemně spojených nanočástic zachytí určitý objem tekutiny. Z obecného pohledu gely vypadají jako pevné látky rosolovitého charakteru. Váhou a objemem se gely podobají kapalinám a tím též vykazují hustotu podobnou kapalinám, i když mají soudržnost struktury pevných látek. Příkladem běžného gelu je želatina.
Mnoho gelů vykazuje tixotropii – rozmícháním se roztečou, ale v klidu zase ztuhnou.
Nahrazením kapaliny plynem je možné získat aerogel, materiál s výjimečnými vlastnostmi, jako je velmi nízká hustota, vysoká porozita a velmi nízký součinitel tepelné propustnosti.

## Definice
Gely jsou tuhé nebo polotuhé soustavy, rosolovité povahy, připomínající pružností a zachováním tvaru při menším namáhaní tuhou elastickou látku. Vznikají rozpouštěním silně solvatujících látek v kapalině.
Gely, které jsou složeny z vysokomolekulárních látek s rozdílným složením látky a rozpouštědla nazýváme hydrogely. Hydrogel je v podstatě přípravek, který v běžném životě označujeme jako gel.
Ostatní gely jsou složeny z látek podobných. Například vazelína je uhlovodíkový gel složený z tekutých a tuhých uhlovodíků (alkanů). Rostlinné a živočišné tuky jsou gely složené z tuhých triglyceridů.

## Použití
Mnoho látek může vytvořit gel přidáním vhodného zahušťovadla nebo želatinačního činidla. Toho se využívá v mnoha odvětvích, mimo jiné v potravinářství, zemědělství nebo chemickém průmyslu při výrobě barev a lepidel. Zemědělské využití gelů využívá absobrčních vlastností ke vstřebávání vody a hnojiv k postupnému zásobení plodin a rostlin. Tyto typy gelů se často označují jako hydrogel nebo agrogel.